# 勾姓
勾姓是中文姓氏之一，又寫成句，在《百家姓》中排第374位。勾姓有以下三種來源：
- 出自少昊氏。古時少昊的一个儿子名重，死后被封为木正，为五行神之一，掌管天地万物的生老病死，號稱勾芒。勾芒的后世子孙以勾为姓[1]。

- 为避皇帝的名字所改。南宋时，为避宋高宗赵构之讳，勾氏改为句氏。
- 少數民族改姓。东汉时，南匈奴有句龙氏，入中原后逐渐汉化，於是以句为氏[2]。

## 延伸阅读
[在维基数据编辑]
 《百家姓》
 《欽定古今圖書集成·明倫彙編·氏族典·勾姓部》，出自陈梦雷《古今圖書集成》